# Dave Morgan
David Rowland John Morgan, detto Dave (Cranmore, 7 agosto 1944 – Leatherhead, 6 novembre 2018), è stato un pilota automobilistico e ingegnere britannico.

## Carriera
La sua carriera comincia nel 1965 guidando una Mini. Nel 1970 arriva in Formula 3 guidando una March 703 e durante la gara al Crystal Palace ha provocato un grave incidente che ha coinvolto James Hunt.
Riconosciuto colpevole di guida pericolosa dal RAC è stato multato e bandito e dopo il suo ricorso gli è stato permesso di riprendere la sua attività di pilota nella Formula Atlantic nel 1971.
Nel 1972 conquista in Formula 2 la vittoria a Mallory Park utilizzando una vettura di Formula Atlantic, una Brabham che aveva convertito per partecipare alla gara.
La stagione 1973 trascorsa senza successo in Formula 2, gli fa prendere la decisione di tornare a correre nel 1974 in Formula Atlantic.
Nel 1975 riesce a mettere da parte abbastanza soldi per comprarsi una Surtees da schierare durante il Gran Premio di Gran Bretagna, gara condizionata dalla grandine e che costringe al ritiro Morgan in diciottesima posizione.
Ha smesso di correre fino al 1980 quando tornò a correre con delle Mitsubishi nella serie RAC Tricentrol per un paio d'anni.
I primi anni novanta era ingegnere di Eric van de Poele in F3000 e alla Modena Team in Formula 1 nel 1991.
Nel 1992 ha continuato in Formula 1 come ingegnere alla Brabham, prima di andare in Messico ed in seguito negli Stati Uniti d'America per lavorare nella serie CART con la Payton-Coyne Racing.
Tornato in Europa nel 2000 ha lavorato nella World Series Renault per il team Epsilon Euskadi e i piloti Félix Porteiro e Robert Kubica. Nel 2006 è tornato a lavorare con Eric van der Poele nella serie GP Masters.

## Risultati in Formula 1
| 1975 | Scuderia       | Vettura      |  |  |  |  |  |  |  |  |  |    |  |  |  |  |  | Punti | Pos. |
| ---- | -------------- | ------------ |  |  |  |  |  |  |  |  |  | -- |  |  |  |  |  | ----- | ---- |
| 1975 | Pilota privato | Surtees TS16 |  |  |  |  |  |  |  |  |  | 18 |  |  |  |  |  | 0     |      |

| Legenda | 1º posto     | 2º posto | 3º posto    | A punti         | Senza punti/Non class.  | Grassetto – Pole position Corsivo – Giro più veloce |
| Legenda | Squalificato | Ritirato | Non partito | Non qualificato | Solo prove/Terzo pilota | Grassetto – Pole position Corsivo – Giro più veloce |